# Südamerikanische Platte

Übersicht Lithosphärenplatten

Die Südamerikanische Platte ist eine der größten Kontinentalplatten (bzw. tektonischen Platten) der Erde.
Sie erstreckt sich unter dem gesamten südamerikanischen Kontinent sowie einem großen Teil des südlichen Atlantiks (bis zum Mittelatlantischen Rücken). An den Küsten zum Pazifik und auch zur Karibik fällt die Plattengrenze praktisch genau mit der Küstenlinie zusammen.
Die Südamerikanische Platte grenzt an die Karibische Platte (im Nordwesten), die Nordamerikanische Platte (Norden), die Afrikanische Platte (Osten), die Antarktische Platte (Südosten), die Scotia-Platte (Süden), nochmals die Antarktische Platte (Südwesten) und an die Nazca-Platte (Westen).
Möglicherweise existieren in den Übergangszonen zu den großen Nachbarplatten einige weitere kleinere Platten; ihre Existenz ist aber noch nicht zweifelsfrei geklärt.